# Aloe affinis
Aloe affinis é uma espécie de liliopsida do gênero Aloe, pertencente à família Asphodelaceae.